# Copa dos Campeões Europeus da FIBA de 1959–60
A Temporada da Copa dos Campeões Europeus 1959-60 foi a 3ª edição do evento continental, vencido pela terceira vez pelo ASK Riga da ex-União Soviética que em final caseira enfrentou na final o Dínamo Tbilisi. O tri-campeonato consecutivo da equipe de Riga só foi igualado na Década de 1990 pelo KK Split da ex-Jugoslávia.

## Primeira Fase
| Equipe 1          | Total   | Equipe 2          | 1.º jogo | 2.º jogo |
| ----------------- | ------- | ----------------- | -------- | -------- |
| Marocaine         | 95–92   | Academica Coimbra | 54–48    | 41–44    |
| PAOK              | 121–159 | Steaua Bucureşti  | 61–80    | 60–79    |
| Wissenschaft      | 125–188 | Pantterit         | 88–84    | 66–78    |
| Simmenthal Milano | 0–4*    | Union Babenberg   | 0-2      | 0-2      |
| Heidelberg        | 90–113  | Urania Geneva     | 46-55    | 44-58    |
| Rou'de Le'w Kayl  | 92–137  | Roanne            | 47-60    | 45-77    |
| Fenerbahçe        | 4–0**   | Maccabi Tel Aviv  | 2-0      | 2-0      |

*Originalmente, o campeão da Liga Italiana enfrentaria o campeão da Liga Austríaca. A vaga era do Simmenthal Milano, porém esta estava cumprindo penalidade. A Federação Italiana não nomeou outra equipe para participar da competição. Desta forma o Union Babenberg recebeu dois resultados iguais de (2-0).
**Maccabi Tel Aviv desistiu de disputar a competição por motivos internos, sendo assim o Fenerbahçe recebeu o resultado de (2-0) em ambos os jogos.

## Oitavas de Finais
| Equipe 1         | Total   | Equipe 2            | 1.º jogo | 2.º jogo |
| ---------------- | ------- | ------------------- | -------- | -------- |
| Union Babenberg  | 134–184 | AŠK Olimpija        | 83–84    | 51–100   |
| Fenerbahçe       | 116–139 | Akademik            | 61-69    | 55-70    |
| Marocaine        | 126–180 | FC Barcelona        | 65–82    | 61–98    |
| Pantterit        | 162–184 | Polonia Warsaw      | 84–88    | 78–96    |
| Urania Geneva    | 128–148 | Slovan Orbis Prague | 54–62    | 74–80    |
| Roanne           | 115–109 | Antwerpse           | 54-53    | 61-56    |
| Steaua Bucureşti | 155–173 | Dinamo Tbilisi      | 87–83    | 68–90    |

Automaticamente classificado para as quartas de finais
- ASK Riga (detentor do título)

## Quarter finals
| Equipe 1       | Total   | Equipe 2            | 1.º jogo | 2.º jogo |
| -------------- | ------- | ------------------- | -------- | -------- |
| Dinamo Tbilisi | 133–148 | Akademik            | 64–76    | 69–72    |
| FC Barcelona   | 105–114 | Polonia Warsaw      | 64–65    | 41–49    |
| AŠK Olimpija   | 142–174 | ASK Riga            | 79–95    | 63–79    |
| Roanne         | 120–124 | Slovan Orbis Prague | 68-59    | 52-65    |

## Semi finais
| Equipe 1       | Total   | Equipe 2            | 1.º jogo | 2.º jogo |
| -------------- | ------- | ------------------- | -------- | -------- |
| Dinamo Tbilisi | 152–126 | Polonia Warsaw      | 88–65    | 64–61    |
| ASK Riga       | 151–114 | Slovan Orbis Prague | 82-55    | 69-59    |

## Finais
| Equipe 1       | Total   | Equipe 2 | 1.º jogo | 2.º jogo |
| -------------- | ------- | -------- | -------- | -------- |
| Dinamo Tbilisi | 113–130 | ASK Riga | 51–61    | 62–69    |

Jogo de ida:Dinamo Stadion, Tbilisi, 10 de Maio de 1960

Jogo de Volta:Daugava Stadion, Rīga, 15 de Maio de 1960;Público:17.000
| Copa dos Campeões Europeus 1959-60 Campeões |
| ------------------------------------------- |
| ASK Riga 3º Título                          |